# Badminton-Mannschaftsafrikameisterschaft 2023
Bei der Badminton-Mannschaftsafrikameisterschaft 2023 wurden die afrikanischen Mannschaftstitelträger bei den gemischten Teams ermittelt. Die Titelkämpfe fanden vom 13. bis zum 16. Februar 2023 in Benoni statt.
Die Meisterschaft war gleichzeitig Qualifikationsturnier für den Sudirman Cup 2023.

## Medaillengewinner
| Disziplin | Gold | Silber | Bronze |
| --------- | --- | --- | --- |
| Teams     | Ägypten Adham Hatem Elgamal Kareem Ezzat Mahmoud Montaser Ahmed Salah Nour Ahmed Youssri Rahma Mohamed Saad Eladawy Doha Hany Hana Tarek Zaher | Mauritius Melvin Appiah Jean Bernard Bongout Lucas Douce Khemtish Rai Nundah Georges Paul Tejraj Pultoo Vilina Appiah Tiya Bhurtun Lorna Bodha Layna Luxmi Chiniah Kobita Dookhee Kate Ludík | Südafrika Cameron Coetzer Jarred Elliott Caden Kakora Robert Summers Robert White Amy Ackerman Demi Botha Deidre Laurens Michaela Ohlson Diane Olivier Johanita Scholtz Anri Schoonees                   |
| Teams     | Ägypten Adham Hatem Elgamal Kareem Ezzat Mahmoud Montaser Ahmed Salah Nour Ahmed Youssri Rahma Mohamed Saad Eladawy Doha Hany Hana Tarek Zaher | Mauritius Melvin Appiah Jean Bernard Bongout Lucas Douce Khemtish Rai Nundah Georges Paul Tejraj Pultoo Vilina Appiah Tiya Bhurtun Lorna Bodha Layna Luxmi Chiniah Kobita Dookhee Kate Ludík | Algerien Mohamed Abderrahime Belarbi Adel Hamek Sifeddine Larbaoui Koceila Mammeri Youcef Sabri Medel Mohamed Abdelaziz Ouchefoun Mounib Celia Yasmina Chibah Tanina Mammeri Linda Mazri Malak Ouchefoun |

## Ergebnisse

### Gruppe A
| Platz | Team     | Pld | W | L | MF | MA | MD  | GF | GA | GD  | PF  | PA  | PD   | Pts |   |
| ----- | -------- | --- | - | - | -- | -- | --- | -- | -- | --- | --- | --- | ---- | --- | - |
| 1     | Algerien | 3   | 3 | 0 | 13 | 2  | +11 | 27 | 5  | +22 | 649 | 330 | +319 | 3   | Q |
| 2     | Nigeria  | 3   | 2 | 1 | 12 | 3  | +9  | 25 | 7  | +18 | 633 | 347 | +286 | 2   | Q |
| 3     | Simbabwe | 3   | 1 | 2 | 5  | 10 | −5  | 10 | 20 | −10 | 372 | 540 | −168 | 1   |   |
| 4     | Lesotho  | 3   | 0 | 3 | 0  | 15 | −15 | 0  | 30 | −30 | 193 | 630 | −437 | 0   |   |

### Gruppe B
| Platz | Team      | Pld | W | L | MF | MA | MD  | GF | GA | GD  | PF  | PA  | PD   | Pts |   |
| ----- | --------- | --- | - | - | -- | -- | --- | -- | -- | --- | --- | --- | ---- | --- | - |
| 1     | Südafrika | 2   | 2 | 0 | 9  | 1  | +8  | 19 | 3  | +16 | 444 | 247 | +197 | 2   | Q |
| 2     | Uganda    | 2   | 1 | 1 | 6  | 4  | +2  | 13 | 9  | +4  | 414 | 297 | +117 | 1   | Q |
| 3     | Mosambik  | 2   | 0 | 2 | 0  | 10 | −10 | 0  | 20 | −20 | 106 | 420 | −314 | 0   |   |

### Gruppe C
| Platz | Team    | Pld | W | L | MF | MA | MD  | GF | GA | GD  | PF  | PA  | PD   | Pts |   |
| ----- | ------- | --- | - | - | -- | -- | --- | -- | -- | --- | --- | --- | ---- | --- | - |
| 1     | Ägypten | 2   | 2 | 0 | 10 | 0  | +10 | 20 | 1  | +19 | 437 | 257 | +180 | 2   | Q |
| 2     | Sambia  | 2   | 1 | 1 | 4  | 6  | −2  | 8  | 12 | −4  | 320 | 362 | −42  | 1   | Q |
| 3     | Kamerun | 2   | 0 | 2 | 1  | 9  | −8  | 3  | 18 | −15 | 279 | 417 | −138 | 0   |   |

### Gruppe D
| Platz | Team      | Pld | W | L | MF | MA | MD  | GF | GA | GD  | PF  | PA  | PD   | Pts |   |
| ----- | --------- | --- | - | - | -- | -- | --- | -- | -- | --- | --- | --- | ---- | --- | - |
| 1     | Mauritius | 2   | 2 | 0 | 9  | 1  | +8  | 19 | 3  | +16 | 447 | 247 | +200 | 2   | Q |
| 2     | Réunion   | 2   | 1 | 1 | 6  | 4  | +2  | 13 | 9  | +4  | 381 | 348 | +33  | 1   | Q |
| 3     | Botswana  | 2   | 0 | 2 | 0  | 10 | −10 | 0  | 20 | −20 | 187 | 420 | −233 | 0   |   |

## Endrunde

### Übersicht
|  | Viertelfinale | Viertelfinale |           |   | Halbfinale | Halbfinale |  |  | Finale | Finale |
|  |               |               |           |   |            |            |  |  |        |        |
|  |               |               |           |   |            |            |  |  |        |        |
|  |               |               |           |   |            |            |  |  |        |        |
|  | Ägypten       | 3             |           |   |            |            |  |  |        |        |
|  | Ägypten       | 3             |           |   |            |            |  |  |        |        |
|  | Uganda        | 1             |           |   |            |            |  |  |        |        |
|  | Uganda        | 1             | Ägypten   | 3 |            |            |  |  |        |        |
|  |               |               | Ägypten   | 3 |            |            |  |  |        |        |
|  |               | Südafrika     | 1         |   |            |            |  |  |        |        |
|  | Südafrika     | Südafrika     | 1         | 3 |            |            |  |  |        |        |
|  | Südafrika     |               |           | 3 |            |            |  |  |        |        |
|  | Sambia        | 0             |           |   |            |            |  |  |        |        |
|  | Sambia        | 0             | Ägypten   | 3 |            |            |  |  |        |        |
|  |               |               | Ägypten   | 3 |            |            |  |  |        |        |
|  |               | Mauritius     | 2         |   |            |            |  |  |        |        |
|  | Nigeria       | Mauritius     | 2         | 1 |            |            |  |  |        |        |
|  | Nigeria       |               |           | 1 |            |            |  |  |        |        |
|  | Mauritius     | 3             |           |   |            |            |  |  |        |        |
|  | Mauritius     | 3             | Mauritius | 3 |            |            |  |  |        |        |
|  |               |               | Mauritius | 3 |            |            |  |  |        |        |
|  |               | Algerien      | 2         |   |            |            |  |  |        |        |
|  | Réunion       | Algerien      | 2         | 0 |            |            |  |  |        |        |
|  | Réunion       |               |           | 0 |            |            |  |  |        |        |
|  | Algerien      | 3             |           |   |            |            |  |  |        |        |
|  | Algerien      | 3             |           |   |            |            |  |  |        |        |

### Endstand
| Pos | Team      | Pld | W | L | Pts | MD  | GD  | PD   |  |
| --- | --------- | --- | - | - | --- | --- | --- | ---- |  |
| 1   | Ägypten   | 5   | 5 | 0 | 5   | +15 | +25 | +188 |  |
| 2   | Mauritius | 5   | 4 | 1 | 4   | +10 | +20 | +211 |  |
|     |           |     |   |   |     |     |     |      |  |
| 3   | Algerien  | 5   | 4 | 1 | 4   | +13 | +26 | +369 |  |
| 3   | Südafrika | 4   | 3 | 1 | 3   | +9  | +20 | +255 |  |
|     |           |     |   |   |     |     |     |      |  |
| 5   | Nigeria   | 4   | 2 | 2 | 2   | +7  | +15 | +261 |  |
| 6   | Uganda    | 3   | 1 | 2 | 1   | 0   | +1  | +118 |  |
| 7   | Réunion   | 3   | 1 | 2 | 1   | −1  | −2  | −9   |  |
| 8   | Sambia    | 3   | 1 | 2 | 1   | −5  | −10 | −103 |  |
|     |           |     |   |   |     |     |     |      |  |
| 9   | Simbabwe  | 3   | 1 | 2 | 1   | −5  | −10 | −168 |  |
| 10  | Kamerun   | 2   | 0 | 2 | 0   | −8  | −15 | −138 |  |
| 11  | Botswana  | 2   | 0 | 2 | 0   | −10 | −20 | −233 |  |
| 12  | Mosambik  | 2   | 0 | 2 | 0   | −10 | −20 | −314 |  |
| 13  | Lesotho   | 3   | 0 | 3 | 0   | −15 | −30 | −437 |  |